# Oncerometopus nigriclavus
Oncerometopus nigriclavus är en insektsart som beskrevs av Reuter 1876. Oncerometopus nigriclavus ingår i släktet Oncerometopus och familjen ängsskinnbaggar. Inga underarter finns listade i Catalogue of Life.